# Kanton Tonnay-Boutonne
Der Kanton Tonnay-Boutonne war bis 2015 ein französischer Wahlkreis im Département Charente-Maritime und in der damaligen Region Poitou-Charentes. Er umfasste elf Gemeinden im Arrondissement Saint-Jean-d’Angély; sein Hauptort (frz.: chef-lieu) war Tonnay-Boutonne. Die landesweiten Änderungen in der Zusammensetzung der Kantone brachten im März 2015 seine Auflösung.
Der Kanton war 121,69 km2 groß und hatte 3417 Einwohner (Stand: 2012).

## Gemeinden
| Gemeinde                     | Einwohner (Stand: 2015) | Code postal | Code Insee |
| ---------------------------- | ----------------------- | ----------- | ---------- |
| Annezay                      | 173                     | 17380       | 17012      |
| Chantemerle-sur-la-Soie      | 174                     | 17380       | 17087      |
| Chervettes                   | 155                     | 17380       | 17103      |
| Nachamps                     | 196                     | 17380       | 17254      |
| Puy-du-Lac                   | 475                     | 17380       | 17292      |
| Puyrolland                   | 194                     | 17380       | 17294      |
| Saint-Crépin                 | 331                     | 17380       | 17321      |
| Saint-Laurent-de-la-Barrière | 104                     | 17380       | 17352      |
| Saint-Loup                   | 319                     | 17380       | 17356      |
| Tonnay-Boutonne              | 1161                    | 17380       | 17448      |
| Torxé                        | 211                     | 17380       | 17450      |